# Libro di Alma
Il Libro di Alma (in inglese: The Book of Alma; convenzionalmente abbreviato con "Alma") è una partizione, o libro, del Libro di Mormon ed è composto da 63 capitoli.

## Narrazione
Il libro narra le vicende del popolo dei Nefiti-Amulechiti, le sue contese interne ed esterne. Il nobile nefita Amlici tentò di assumere la carica regale e con i suoi seguaci si unì ai Lamaniti, nonostante ciò, il suo disegno di supremazia fallì perdendo la guerra contro i Nefiti guidati dal condottiero Moroni (omonimo del figlio di Mormon). Il potere di giudice passò a Nefiha e Alma si dedicò alla predicazione nelle terre di Gideone, di Melek, di Ammonihah, e di Sidom, insieme ad Amulec. Ammon convertì il re Lamoni e quindi molti altri Lamaniti. Alma, nel frattempo, combattuto il falso profeta Korihor e gli apostati Zoramiti, che si unirono ai Lamaniti. La guerra contro i Lamaniti fu guidata prima da Zoram (intorno all'81 a.C.) e quindi da Moroni (intorno al 74 a.C.). A Nefiha successe, nella carica di giudice, il figlio Pahoran.